# مدروكسالول
مدروكسالول هو محصر مستقبلات بيتا وموسع وعائي ويصنف بأنه حاصر مستقبلات ألفا وبيتا في نفس الوقت.

## التخليق

تخليق مدروكسالول: